# Lago Kasba
Il Lago Kasba (in inglese: Kasba Lake) è un lago del Canada situato tra i Territori del Nord-Ovest, dove si trova la maggior parte della sua superficie, e il Territorio Autonomo del Nunavut, quasi al confine con le province di Saskatchewan e Manitoba. 

## Geografia
La superficie del lago è di 1.317 km² mentre la superficie totale è di 1.341 km² comprese le numerose isole. Il Kasba si trova a 335 metri sul livello del mare. Il fiume Kazan, sul lato nord-orientale, è il suo principale emissario, che sfocia poi nel fiume Thelon, che a sua volta sfocia nella Baia di Hudson.